# تومي أير
تومي أير (بالإنجليزية: Tommy Eyre)‏ هو موسيقي بريطاني، ولد في 5 يوليو 1949، وتوفي في 23 مايو 2001 بسبب سرطان.

## وصلات خارجية
- تومي أير على موقع IMDb (الإنجليزية)
- تومي أير على موقع ميوزك برينز (الإنجليزية)
- تومي أير على موقع أول ميوزيك (الإنجليزية)
- تومي أير على موقع ديسكوغز (الإنجليزية)